# Smolne Piece
Smolne Piece – kolonia w Polsce położona w województwie lubelskim, w powiecie bialskim, w gminie Biała Podlaska.

## Historia
Dawniej była to wieś administracyjnie podzielona na dwie jednostki w dwóch różnych gminach i powiatach w województwie lubelskim:
- część wschodnia (73,1 ha) należała do gminy Swory w powiecie bialskim (stanowiąc eksklawę gminy Swory),
- część zachodnia (116,6 ha) należała do gminy Żerocin w powiecie radzyńskim.

14 października 1933 obie części ustanowiły dwie odrębne gromady (sołectwa) w dwóch gminach i powiatach.
Wkrótce postanowiono znormalizować niekorzystną sytuację:
- 29 listopada 1933 część wschodnią wyłączono z gminy Swory w powiecie bialskim i włączono do gminy Sitnik w powiecie bialskim[5],
- 1 grudnia 1933 część zachodnią wyłączono z gminy Żerocin w powiecie radzyńskim i włączono do gminy Sitnik w powiecie bialskim[6].

Odtąd obie części znalazły się w powiecie bialskim i gminie Sitnik, gdzie tworzyły już jedną gromadę.
Po wojnie gromadę Smolne Piece zniesiono, a miejscowość wchodzi w skład gromady Jaźwiny w gminie Sitnik.
W latach 1975–1998 miejscowość administracyjnie należała do województwa bialskopodlaskiego.